# دلفی تکنالوجیز
دلفی تکنالوجیز (انگلیسی: Delphi Technologies) شرکت فناوری اطلاعات بریتانیایی است، که در سال ۲۰۰۰ تأسیس شد.